# Accélérationnisme efficace
L'accélérationnisme efficace,, souvent abrégé en « e/acc », est un mouvement philosophique techno-utopique fondé sur l'idée de maximiser le progrès technologique pour atteindre une singularité techno-capitaliste.
Il vise à accélérer le développement de l'intelligence artificielle générale (IAG) afin d'augmenter la consommation d'énergie de la civilisation humaine et de propager la vie dans tout l'univers. Ses partisans s'opposent à toute forme de réglementation de l'IAG, préférant un libre marché décentralisé. Contrairement à d'autres mouvements tels que l'altruisme efficace et la décroissance, l'accélérationnisme efficace embrasse le progrès technologique, la consommation d'énergie et le capitalisme. Il considère les risques existentiels liés à l'IAG comme négligeables et met en avant le potentiel transformateur de la technologie.

## Étymologie et croyances centrales
L'accélérationnisme efficace, combinaison d'« altruisme efficace » et d'« accélérationnisme », est un mouvement fondamentalement techno-optimiste. Selon Guillaume Verdon, l'un des fondateurs du mouvement, son objectif est que la civilisation humaine « gravisse le gradient de Kardashev », ce qui signifie que son objectif est que la civilisation humaine s'élève aux niveaux suivants sur l'échelle de Kardashev en maximisant sa consommation d'énergie.
Pour atteindre cet objectif, l'accélérationnisme efficace vise à accélérer le progrès technologique. Il se concentre fortement sur l’intelligence artificielle générale (IAG), car il considère l'IAG comme fondamentale pour gravir l’échelle de Kardachev. Le mouvement plaide donc pour un développement et un déploiement sans restriction de l’intelligence artificielle. La réglementation de l’intelligence artificielle et plus généralement l’intervention gouvernementale sur les marchés sont vus de manière défavorable. Beaucoup de ses partisans ont des opinions libertariennes et pensent que l'IAG sera plus alignée si de nombreuses IAG se font concurrence sur le marché.
Les fondateurs du mouvement le voient comme ancré dans la théorie de Jeremy England sur l'origine de la vie, axée sur l'entropie et la thermodynamique. Selon eux, l’univers vise à augmenter l’entropie, et la vie est un moyen de l’augmenter. En répandant la vie dans tout l'univers et en faisant en sorte que la vie consomme des quantités toujours croissantes d'énergie, le but de l'univers serait ainsi atteint.

## Histoire

### Origines intellectuelles
Tandis que Nick Land est considéré comme l'initiateur intellectuel de l'accélérationnisme contemporain en général, les origines précises de l'accélérationnisme efficace restent floues. La première référence connue au mouvement remonte à un bulletin d'information de mai 2022 publié par quatre auteurs sous pseudonyme connus sous leurs noms d'utilisateur X (anciennement Twitter), @BasedBeffJezos, @bayeslord, @zestular et @creatine_cycle,.
L'accélérationnisme efficace intègre des éléments de sous-cultures de la Silicon Valley antérieures telles que le transhumanisme et l'extropianisme, qui mettent également l'accent sur la valeur du progrès et résistent aux efforts visant à restreindre le développement de la technologie. Il intègre également le travail du CCRU,,.

### Divulgation de l’identité de BasedBeffJezos
Forbes révèle en décembre 2023 que le compte Twitter @BasedBeffJezos est entretenu par Guillaume Verdon, ancien ingénieur canadien en informatique quantique et physicien théorique travaillant chez Google. La révélation est étayée par une analyse vocale réalisée par le National Center for Media Forensics de l'université du Colorado à Denver, qui a en outre confirmé la concordance de l'identité de Jezos et Verdon. Le magazine justifie sa décision de divulguer l'identité de Verdon en invoquant « l'intérêt public ».

## Relation avec d'autres mouvements

### Accélérationnisme traditionnel
L'accélérationnisme traditionnel, tel que développé par le philosophe britannique Nick Land, considère l'accélération du changement technologique comme un moyen de provoquer une transformation fondamentale de la culture, de la société et de l'économie politique actuelles. Dans ses écrits antérieurs, il voyait dans l’accélération du capitalisme un moyen de le vaincre lui-même. En revanche, l'accélérationnisme efficace ne cherche pas à vaincre le capitalisme ou à introduire un changement sociétal radical, mais tente de maximiser la probabilité d’une singularité technocapitaliste, déclenchant une explosion de l’intelligence dans tout l’univers et tente également de maximiser la consommation d’énergie,.

### Altruisme efficace
L'accélérationnisme efficace s'écarte également des principes de l'altruisme efficace, qui privilégie l'utilisation de preuves et de raisonnement pour identifier les moyens les plus efficaces d'améliorer le monde de manière altruiste. Cette divergence vient particulièrement d’une école de pensée au sein de l’altruisme efficace : le long-termisme. Dans une vision long-termiste, une manipulation très prudente de l'IAG est nécessaire pour garantir une IAG alignée sur l'homme, car les long-termistes craignent que toute IAG mal alignée puisse finalement conduire à l'extinction humaine.
En contraste, l'accélérationnisme efficace met l’accent sur le potentiel transformateur de la technologie et du capitalisme,. Ses partisans considèrent que les risques existentiels liés à l’IAG sont négligeables et que même s’ils ne l’étaient pas, des marchés libres décentralisés atténueraient bien mieux ce risque qu’une réglementation gouvernementale centralisée.

### Décroissance
L'accélérationnisme efficace s'oppose également fortement au mouvement décroissant, qui est parfois qualifiés par les partisans de l'accélérationnisme efficace de « décélérationnisme ». Le mouvement décroissant prône une réduction de l’activité économique et de la consommation pour résoudre les problèmes écologiques et sociaux. L'accélérationnisme efficace, au contraire, soutient le progrès technologique, la consommation d’énergie et la dynamique du capitalisme, plutôt que de prôner une réduction de l’activité économique.

## Réception
Le « Manifeste techno-optimiste », un essai de Marc Andreessen publié en 2023, est décrit par le Financial Times et le Süddeutsche Zeitung comme épousant les positions de l'accélérationnisme efficace,.
Le Sydney Morning Herald critique l'accélérationnisme efficace en raison de son opposition à l'autoréglementation du gouvernement et de l'industrie. Il affirme que « les innovations telles que l'IA nécessitent des réglementations et des garde-fous réfléchis [...] pour éviter la myriade d'erreurs que la Silicon Valley a déjà commises ». Ellen Huet affirme sur Bloomberg News que certaines idées du mouvement sont « profondément troublantes », se concentrant particulièrement sur le « post-humanisme » de Guillaume Verdon et sur l'idée selon laquelle « la sélection naturelle pourrait conduire l'IA à nous remplacer [les humains] » comme espèce dominante.